# Gynoplistia sackeni
Gynoplistia sackeni là một loài ruồi trong họ Limoniidae. Chúng phân bố ở miền Australasia.